# Иван Нощев
Иван Нощев е български общественик от Македония.

## Биография
Иван Нощев е роден на 1 март 1882 година в южномакедонския град Воден, тогава в Османската империя. Негови родственици са възрожденецът Христодул Нощев и общественикът Никола Нощев. В 1902 година с първия випуск завършва търговските курсове на Солунската българска мъжка гимназия, заминава за Русия и започва да следва на Санктпетербургския лесотехнически институт. През същата година е сред учредителите на Славяно-македонското научно и литературно дружество в града.